# بچه‌های من به من سردرد می‌دهند
بچه‌های من به من سردرد می‌دهند (انگلیسی: My Kids Give Me a Headache؛‏ کره‌ای: 무자식 상팔자) مجموعه تلویزیونی محصول کره جنوبی در سال ۲۰۱۲ با بازی لی سون جه، کیم هه سوک، یو دونگ گون و اوم جی وون است. این مجموعه دربارهٔ سه نسل از خانوادهٔ آن است که همگی در یک خانه در حومهٔ سئول زندگی می‌کنند و نحوهٔ مواجهه آن‌ها با تبعیض اجتماعی‌ای را نشان می‌دهد که نوه بزرگتر و باهوش و تحصیل‌کرده‌شان هنگام تبدیل شدن به یک مادر تنها با آن روبه‌رو می‌شود. این مجموعه از ۲۷ اکتبر ۲۰۱۲ تا ۱۷ مارس ۲۰۱۳، روزهای شنبه و یکشنبه ساعت ۲۰:۵۰ (کی‌اس‌تی) از جی‌تی‌بی‌سی پخش شد.

## بازیگران

### خانواده آن
- لی سون جه در نقش آن هو شیک
- سو وو ریم در نقش چوی گوم شیل

خانواده اولین پسر
- یو دونگ گون در نقش آن هی جه
- کیم هه سوک در نقش لی جی ئه
- اوم جی وون در نقش آن سو یونگ
- ها سوک جین در نقش آن سونگ کی
- لی دو یونگ در نقش آن جون کی

خانواده دومین پسر
- سونگ سونگ هوان در نقش آن هی میونگ
- ایم یه جین در نقش جی یو جونگ
- جونگ جون در نقش آن ده کی
- کیم مین کیونگ در نقش کانگ هیو جو

خانواده سومین پسر
- یون دا هون در نقش آن هی گیو
- کیون می ری در نقش شین سه روم
- جون یانگ جا در نقش شین یونگ جا

### مکمل
- اوه یون آه در نقش لی یونگ هیون
- یو سه هیونگ در نقش مین گیو
- سون نا اون در نقش اوه سو می
- کیم یونگ جه در نقش کیم چانگ هو